# Incendies d'Indonésie de 2015

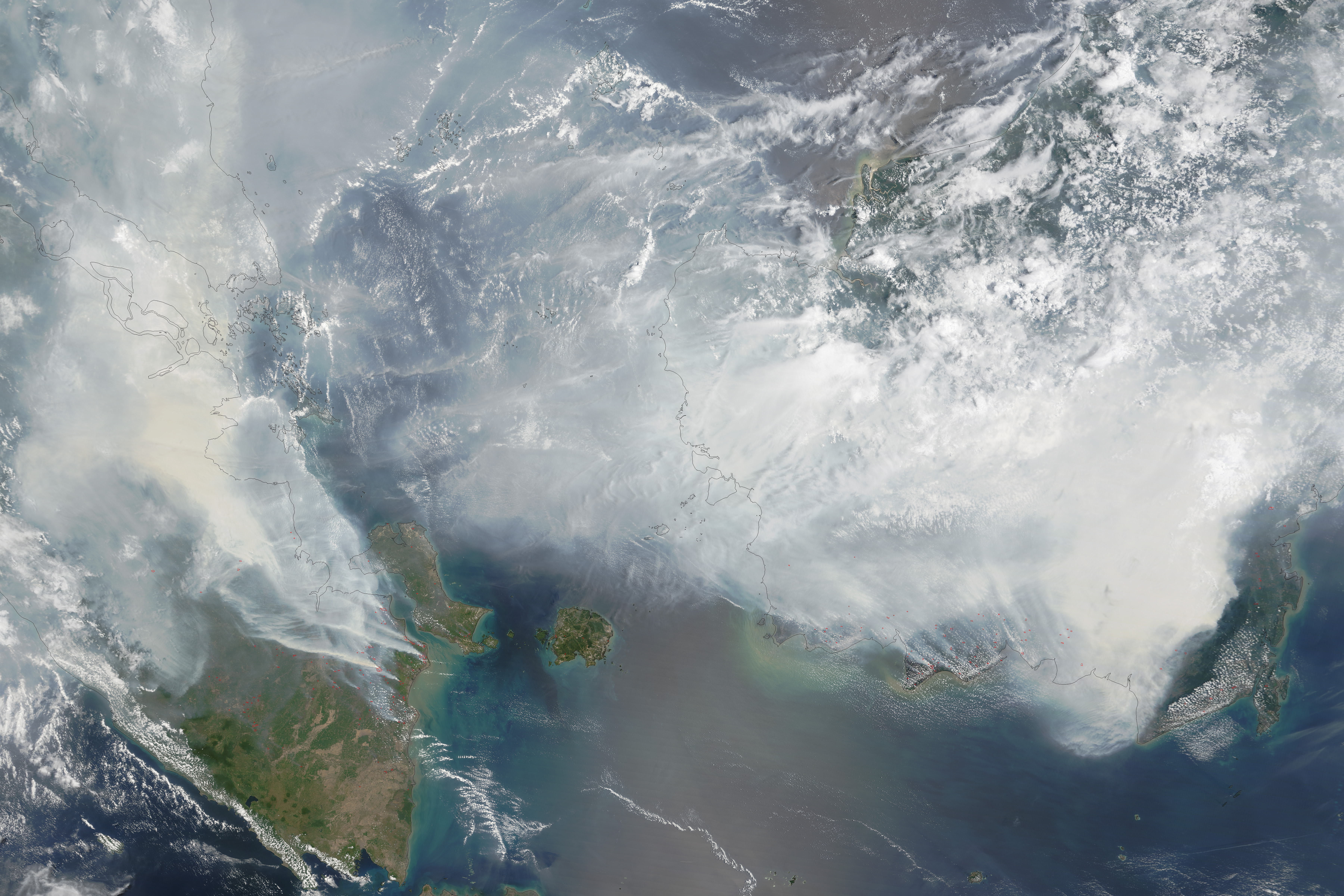
Photo de la zone par la NASA le 24 septembre.

Les incendies d'Indonésie de 2015 sont un ensemble de feux de forêt de très grande ampleur actifs en 2015 principalement sur les îles indonésiennes de Kalimantan et Sumatra. La très forte fumée engendrée crée un brouillard en Indonésie et dans plusieurs pays voisins, provoquant une  crise de pollution en Asie du sud (en).

## Description
Les incendies sont de très grande ampleur, et ont été décrits comme « certainement la catastrophe environnementale la plus grave du XXIe siècle jusqu’à présent»,. Ils dégagent plus de dioxyde de carbone que l'ensemble de l'économie américaine.
Ces incendies sont situés principalement sur les îles de Kalimantan et Sumatra, et sur la partie indonésienne de l'île de Bornéo. Ils résultent de la culture sur brûlis utilisée pour la production d'huile de palme, dont l'Indonésie est le plus grand producteur mondial. Les feux de cette année sont beaucoup plus prononcés que ceux des années précédentes, en raison du courant chaud d’El Niño.

## Fumée, conséquences sanitaires et diplomatiques
En novembre, les fumées auraient déjà entraîné des infections respiratoires chez des centaines de milliers de personnes,,.
Ces incendies ont détruit 26 000 km2 de forêt soit la superficie de la Bretagne. les nuages de fumées était  visible depuis l’espace. La pollution avait affecté la santé de plus de 43 millions de personnes. Dans l’archipel indonésien les fumées ont provoqué 91 600 décès prématurés, 6 600 en Malaisie et 2 200 à Singapour. Les fumées ont amené à la fermeture des écoles et à l'annulation de certains vols en Malaisie et à Singapour. Certains incidents diplomatiques en ont résulté.

## Menaces écologiques
Les feux menacent de nombreux écosystèmes ainsi que certaines espèces emblématiques, comme les orangs-outans, les panthères nébuleuses, les ours malais, les Rhinocéros de Sumatra, etc..